# Strimskogel
Strimskogel är ett berg i Österrike.   Det ligger i distriktet Sankt Johann im Pongau och förbundslandet Salzburg, i den centrala delen av landet, 240 km väster om huvudstaden Wien. Toppen på Strimskogel är 2 139 meter över havet, eller 565 meter över den omgivande terrängen. Bredden vid basen är 6,2 km.
Terrängen runt Strimskogel är bergig åt nordväst, men åt sydost är den kuperad. Närmaste större samhälle är Radstadt, 9,6 km norr om Strimskogel. 
I omgivningarna runt Strimskogel växer i huvudsak blandskog. Runt Strimskogel är det ganska glesbefolkat, med 23 invånare per kvadratkilometer.